# بافن (جزيرة)
جزيرة بافن تقع في شمال كندا، هي منطقة قليلة السكان لا تتجاوز 11,000 نسمة حيث تتواجد السلسلة الجبلية لبافن التي تشمل قمة جبل أسغراد وقمة جبل أودين الأكثر ارتفاعاً في الجزيرة وتصل قمته إلى 2,147 مترا (7,044 قدما) فوق سطح البحر.
تقع الجزيرة ضمن محيط الدائرة القطبية الشمالية. وهي أكبر جزير تابعة لكندا وخامس أكبر جزيرة في العالم. إجمالي مساحة بافن يبلغ 507,451 كم2. وقد سميت تبعا لمكتشفها البريطاني وليام بافين.
وتعيش في الخليج الحيتان السوداء وحيوانات الفقمة والفظ. وقد أطلق اسم بافين على الخليج والجزيرة نسبة إلى وليم بافين مستكشف المنطقة عام 1616م.

## تاريخ
اكتشفها المستكشف والبحار الإنجليزي وليام بافن، الذي ذهب عام 1612م إلى جرينلاند مع حملة استكشافية. وفي عام 1615م قاد حملة لاكتشاف الممر الشمالي الغربي المؤدي إلى آسيا. وأطلق اسمه على خليج بافن الذي اكتشفه عام 1616م، وكذلك على جزيرة بافن.

## جغرافيا
مدينة كاليوت عاصمة نونافوت تقع في الساحل الجنوبي لجزيرة بافن تعداد سكانها في إحصاء 2007 كان 5,236 نسمة. يقع متنزه أويويتك الوطني على هذه الجزيرة. ويفصل خليج بافن بين جزيرة بافن وجرينلاند من الشمال. ويكون الخليج خالياً من الجليد لمدة قصيرة في فصل الصيف.

## اقتصاد
غنية برواسب الحديد الخام. يعيش عدد قليل من الدنماركيين والإسكيمو على ساحلها الصخري العالي.
تملك كندا والولايات المتحدة محطات رادار على جزيرة بافين تُعَدُّ جزءًا من نظام الإنذار الشمالي.